# Servácio de Tongeren
São Servácio (em neerlandês:  Sint Servaas; em francês:  Saint Servais; em limburguês:  Sintervaos; em armênio/arménio:  Սուրբ Սերվատիոս) (nascido na Armênia, falecido em Maastricht, tradicionalmente em 13 de maio de 384) foi bispo de Tongeren — latim: Atuatuca Tungrorum, a capital dos tungros — . Servácio é o santo padroeiro da cidade de Maastricht e das cidades de Schijndel e Grimbergen. Ele é um dos Santos do Gelo. Seu dia de festa é 13 de maio.

## História

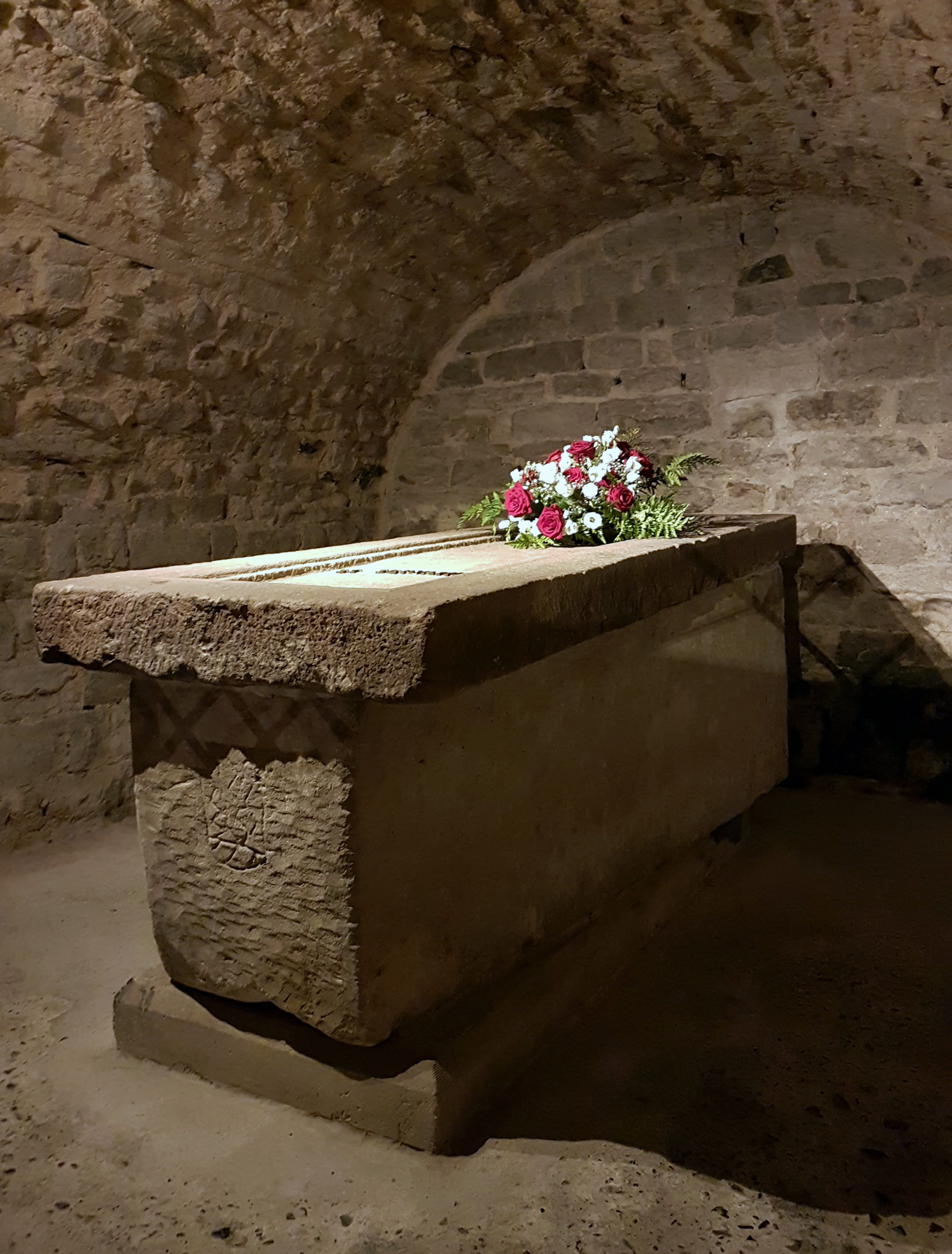
Túmulo de São Servácio na Basílica de São Servácio em Maastricht

Um diplomata muito viajado e um oponente determinado do arianismo, a presença de Servácio é registrada em vários sínodos e concílios da igreja. Em 343, Sarbatios - textos gregos que traduzem v como b - esteve presente no Concílio de Sárdica (moderna Sófia). Nos debates, Servácio representou a visão trinitária, que colidiu com a visão ariana da maioria dos bispos orientais. De acordo com Sulpício Severo, Servácio novamente denunciou eloquentemente o arianismo no Concílio de Rimini em 359.
Quando Atanásio, o principal oponente do arianismo, foi exilado para Trier (em 336 ou 343), ele pode ter se encontrado com Servácio, porque ambos fizeram campanha contra bispos e padres arianos na região.
De acordo com uma lenda medieval, Servácio participou de um Concílio de Colônia em 346, testemunhando que Eufrates, bispo de Colônia, "negava a divindade de Jesus Cristo, isso aconteceu até na presença de Atanásio, bispo de Alexandria". Eufrates era historicamente conhecido como opositor do arianismo e ao lado de Atanásio e Servácio participou do Concílio de Sardica. A lenda, compilada em Trier, provavelmente visava reduzir o status da igreja de Colônia, com a qual Trier estava em conflito pela predominância eclesiástica.
Depois que o coimperador Constante I foi assassinado em 350, Servácio foi enviado ao imperador romano Constâncio II em Edessa, capital da Mesopotâmia armênia, como enviado do usurpador Magnêncio para representar o falecido Constante como um tirano e opressor indigno, na esperança de obter o reconhecimento de Magnêncio por Constâncio como co-regente. A missão falhou e a guerra civil resultante terminou com a morte de Magnêncio em 353. A missão pode ser vista como um sinal da alta posição de Servácio.

### Servácio e os Hunos
Uma fonte importante sobre a vida de São Servácio, embora não uma fonte contemporânea, é Glória dos Confessores e História dos Francos de Gregório de Tours. Em seu relato do final do século VI, Gregório escreve sobre Aravácio (identificado pela maioria dos estudiosos como Servácio), que era bispo de Tongeren e morreu em Maastricht. Segundo o bispo e historiador franco, Aravácio viveu na época em que os hunos ameaçaram Tongeren (século V), o que não corresponde às datas do século IV dos sínodos mencionados acima. Nem sempre está claro quanto do relato de Gregório é história e quanto é ficção. Gregório descreve como Aravácio, durante uma vigília no túmulo de São Pedro em Roma, teve uma visão na qual a destruição de Tongeren foi prevista (por causa de sua pecaminosidade). Pedro então entregou as Chaves do Céu a Aravácio, transferindo-lhe o poder de perdoar pecados. Segundo Gregório, Aravácio retornou a Tongeren, trouxe as relíquias de seus antecessores para Maastricht, onde morreu e foi sepultado ao longo da estrada romana, perto da ponte.
Como bispo, Servácio pode ter sido o fundador de várias igrejas cristãs primitivas na diocese de Tongeren. Dois prováveis candidatos são a Basílica de Nossa Senhora em Tongeren e a Basílica de Nossa Senhora em Maastricht. No caso de Tongeren, esta afirmação tradicional foi apoiada por escavações na década de 1980, que revelaram sob a igreja medieval restos de uma igreja do século IV, possivelmente a catedral original da diocese. As origens da igreja de Maastricht de Nossa Senhora permanecem incertas, uma vez que nunca foram realizadas escavações no interior desta igreja. Em outra igreja de Maastricht, no entanto, a Basílica de São Servácio, escavações na década de 1990 revelaram os restos de uma igreja do século VI (construída pelo bispo Monulph e descrita por Gregório de Tours como um magnum templum), com no centro uma igreja romana tardia estrutura, possivelmente o túmulo de Servácio.

## Lenda

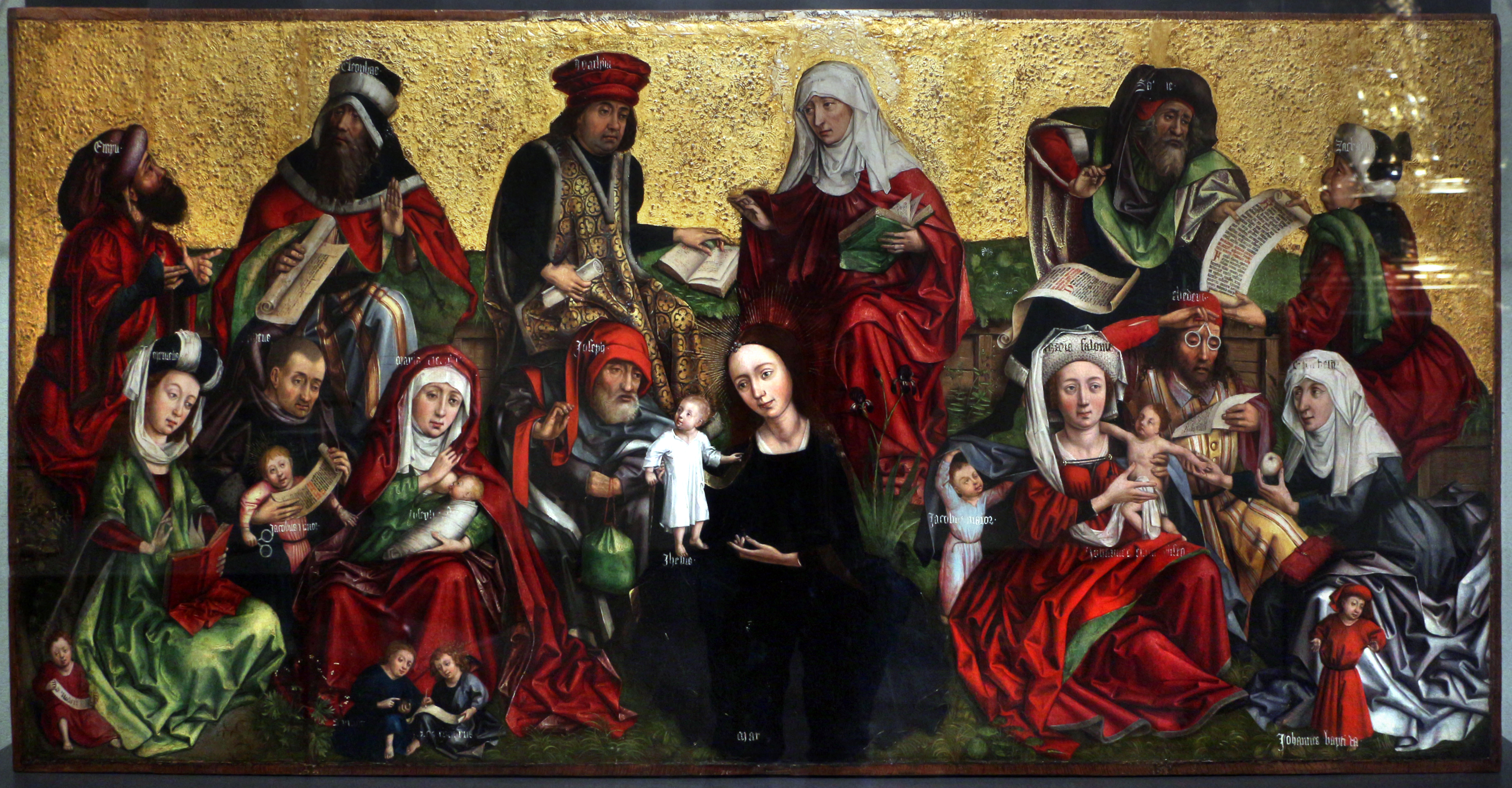
A família extensa de São Servácio, incluindo Jesus, Maria, João Batista e Santa Ana (painel do século XVI, Tesouro da Basílica de São Servácio)

Ao longo dos séculos, as lendas se acumularam em torno da figura histórica do bispo de Tongeren. Duas primeiras vitae ( biografias ) colocam o nascimento de Servácio na Armênia e fazem dele um primo de João Batista e, portanto, um parente distante de Jesus (nenhum deles foi mencionado por Gregório de Tours).
Por volta de 1075, o padre francês Jocundus foi contratado pelo capítulo de São Servácio para escrever outra Vita sancti Servatii. Jocundus também é o autor do Miracula sancti Servatii, uma continuação da vita, descrevendo todos os milagres que aconteceram após a morte de Servácio. Segundo alguns historiadores, ambas as obras foram compostas para acabar com as dúvidas sobre a genealogia de Servatius e sua descendência armênia. Essas dúvidas foram levantadas no Conselho de Mainz em 1049. Quando os enviados do imperador bizantino chegaram ao Concílio de Mainz, confirmando os relatos de um certo Alagrecus que havia testemunhado que Servatius era armênio, e afirmando que sua terra natal era Fenuste, a sudeste de Damasco, isso ajudou a apagar algumas dúvidas, mas o parentesco de Servatius com Jesus nunca foi confirmado por um concílio oficial.
No final do século XII, o poeta Henric van Veldeke escreveu uma nova lenda de São Servácio, baseada nos relatos anteriores de Gregório de Tours e Jocundus, aos quais acrescentou vários outros milagres, enfatizando a santidade de São Servácio. A obra é considerada uma das primeiras obras da literatura holandesa, embora tenha sido escrita em limburguês, o mais divergente dos 4 principais dialetos que compõem o holandês médio.

No século 17, os bolandistas tentaram separar alguns dos fatos e mitos em torno de Servácio. Eles conseguiram calcular a data exata de sua morte (13 de maio de 384), que por muito tempo foi aceita como um fato histórico.

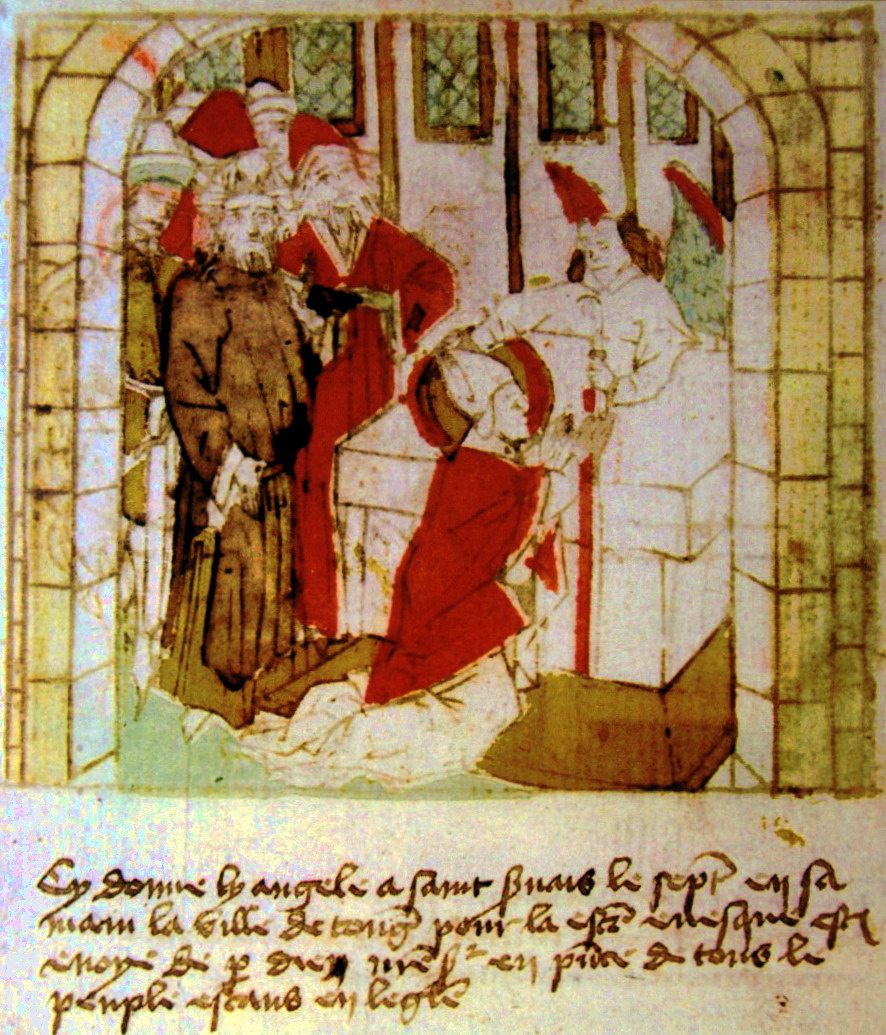
São Servácio recebe em Tongeren a mitra e báculo de um anjo
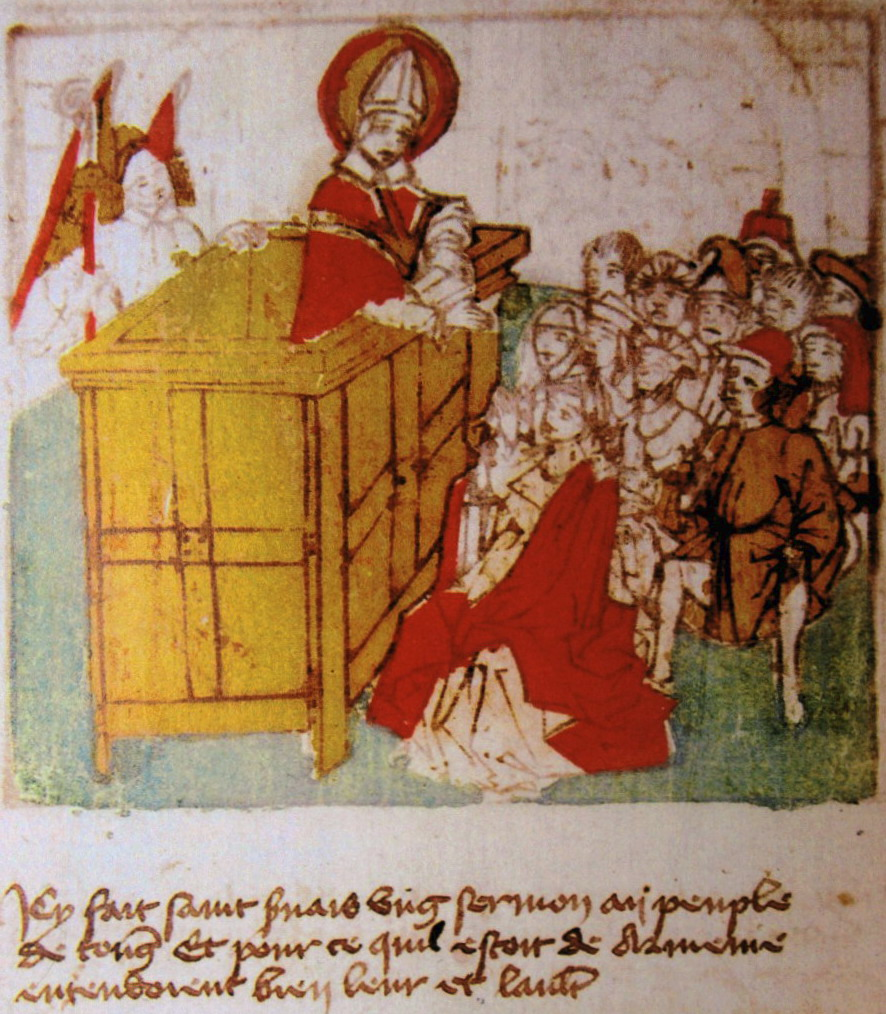
São Servácio prega em grego. O público milagrosamente o entende
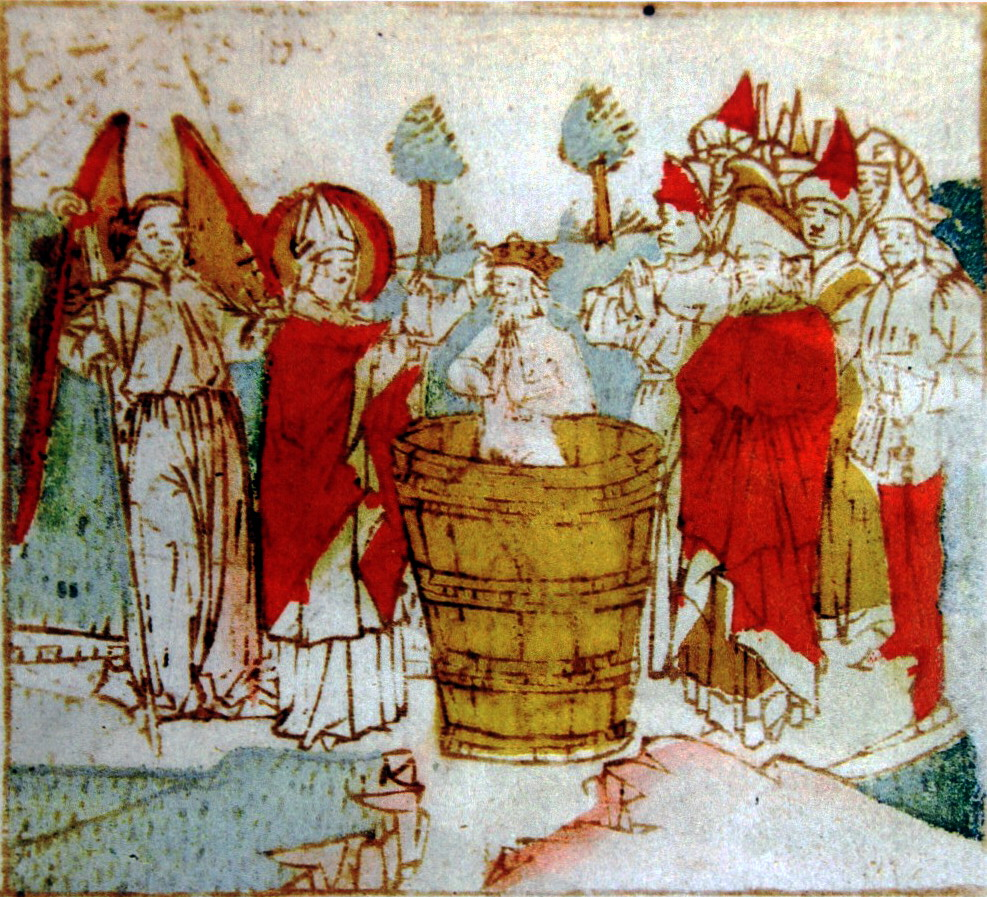
São Servácio batiza Átila, o Huno
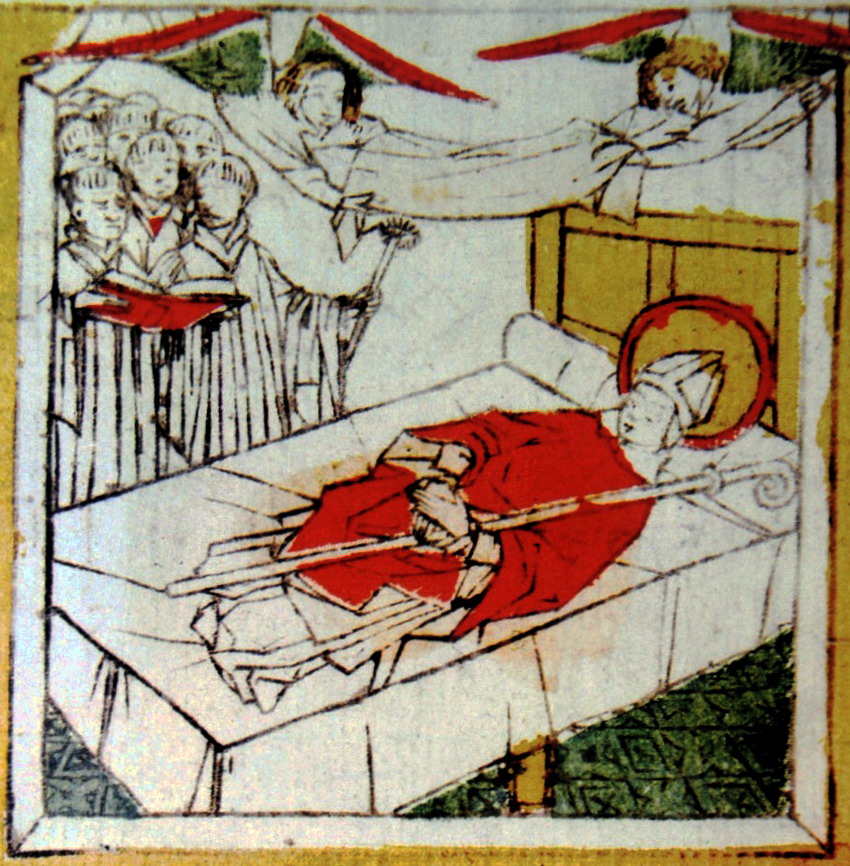
São Servácio morre em Maastricht. Anjos cobrem seu corpo com 'panos celestiais'
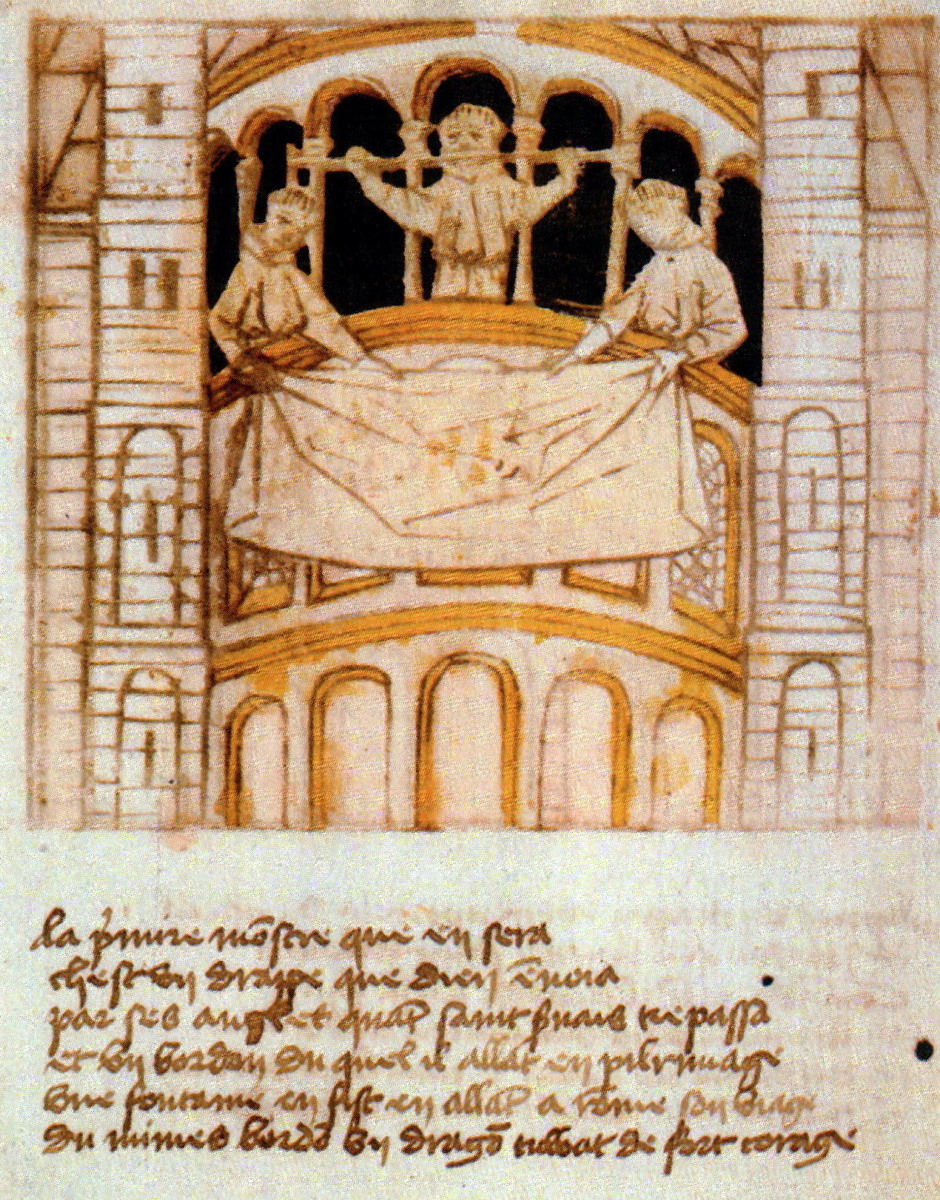
Um dos 'panos celestiais' mostrados aos peregrinos da galeria anã da Basílica de São Servácio

## Legado

### Em Maastricht
Segundo a tradição, os restos mortais do santo estão enterrados na Basílica de São Servácio em Maastricht, onde se encontram numa cripta que data do século VI. Seu túmulo tem sido um local de peregrinação por muitos séculos. Visitantes famosos incluem Carlos Magno, Carlos V (Santo Imperador Romano), Filipe II da Espanha e o Papa João Paulo II. Em Maastricht, a Igreja Ortodoxa Oriental pertencente ao Exarcado Russo do Patriarcado Ecumênico de Constantinopla também é dedicada a São Servácio. A Sint Servaasbrug, a ponte mais antiga sobre o rio Meuse em Maastricht, recebeu o nome de São Servácio. O nome 'Servaas' foi um nome popular em Maastricht e arredores por muitos séculos.

O baú relicário dourado do século XII na Basílica de São Servácio, contendo as relíquias do santo, é uma grande obra de arte Mosan e ficou conhecido como o 'Baú da Aflição' (holandês: Noodkist), pois era carregado pela cidade em tempos de sofrimento. Uma peregrinação com as relíquias de São Servácio e outros santos ocorre a cada sete anos: a Peregrinação das Relíquias de Maastricht (em holandês: Heiligdomsvaart). O Noodkist é normalmente guardado no Tesouro da Basílica de São Servácio, junto com a chamada 'Servatiana' (objetos que estão associados ao santo, como seu cajado de peregrino, seu báculo, sua cruz peitoral, seu cálice, seu patena e uma chave simbólica para o céu).

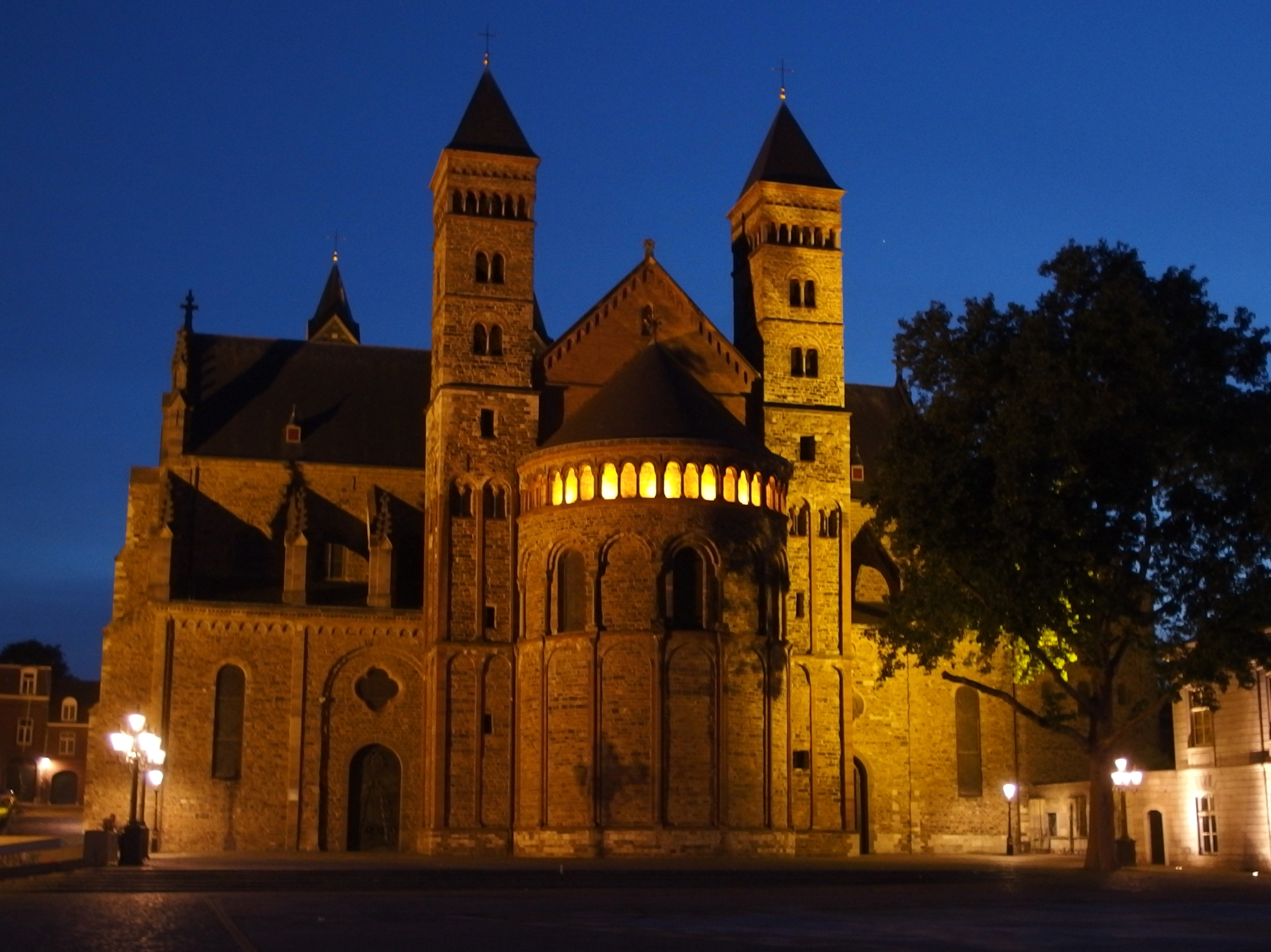
Basílica de São Servácio, Maastricht
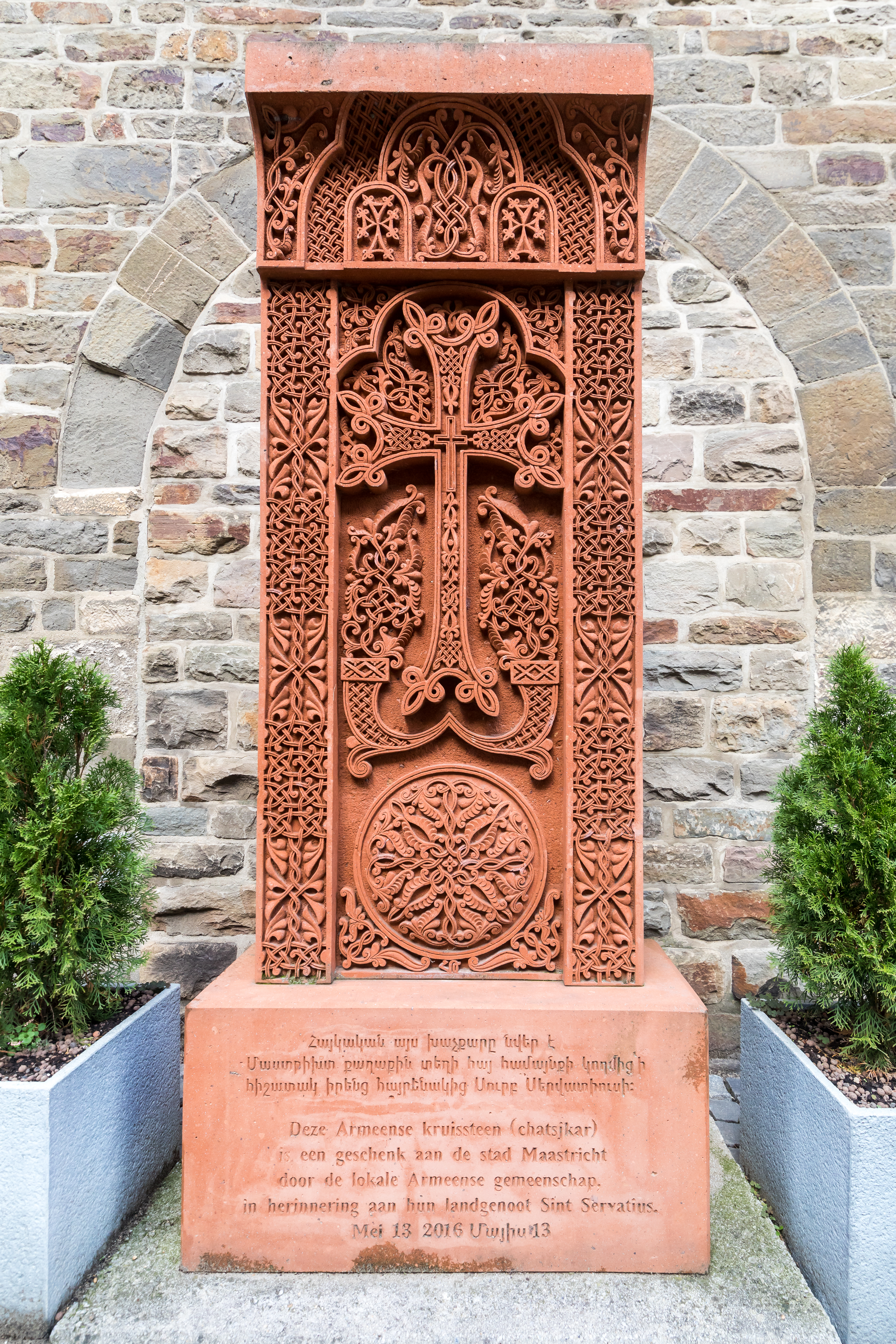
Cachecar na Basílica de São Servácio
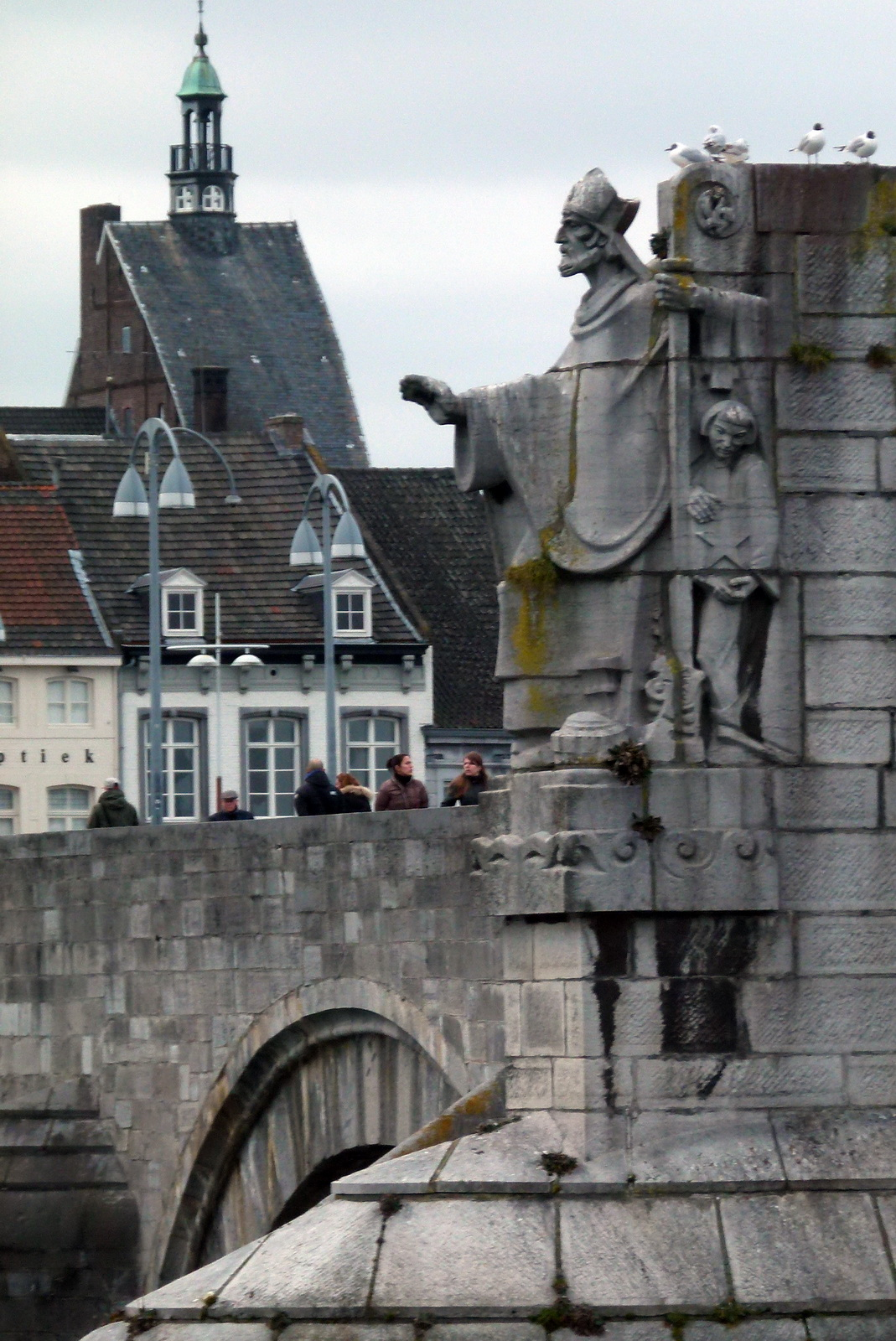
Estátua do santo em Sint Servaasbrug
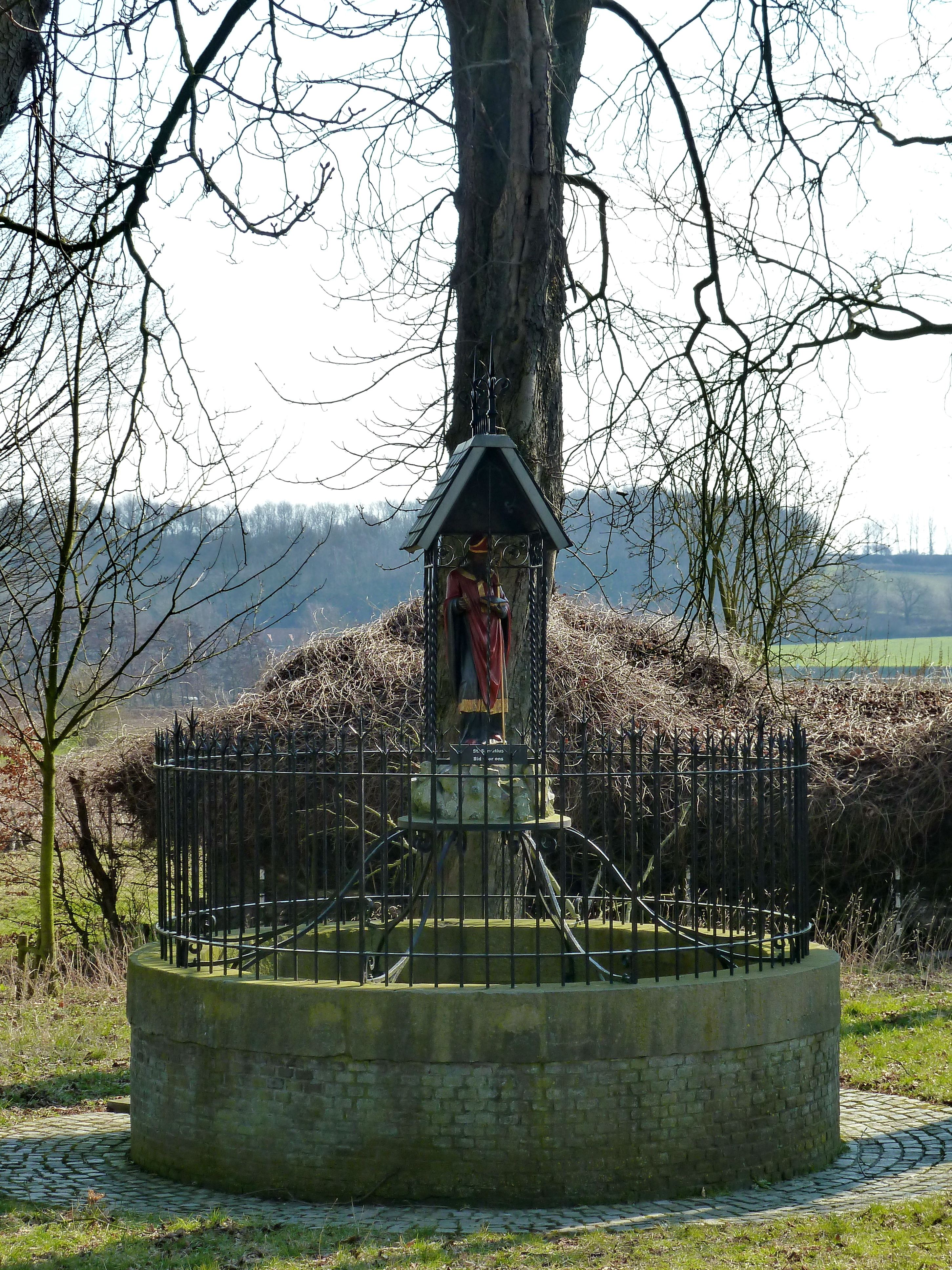
Primavera de São Servácio
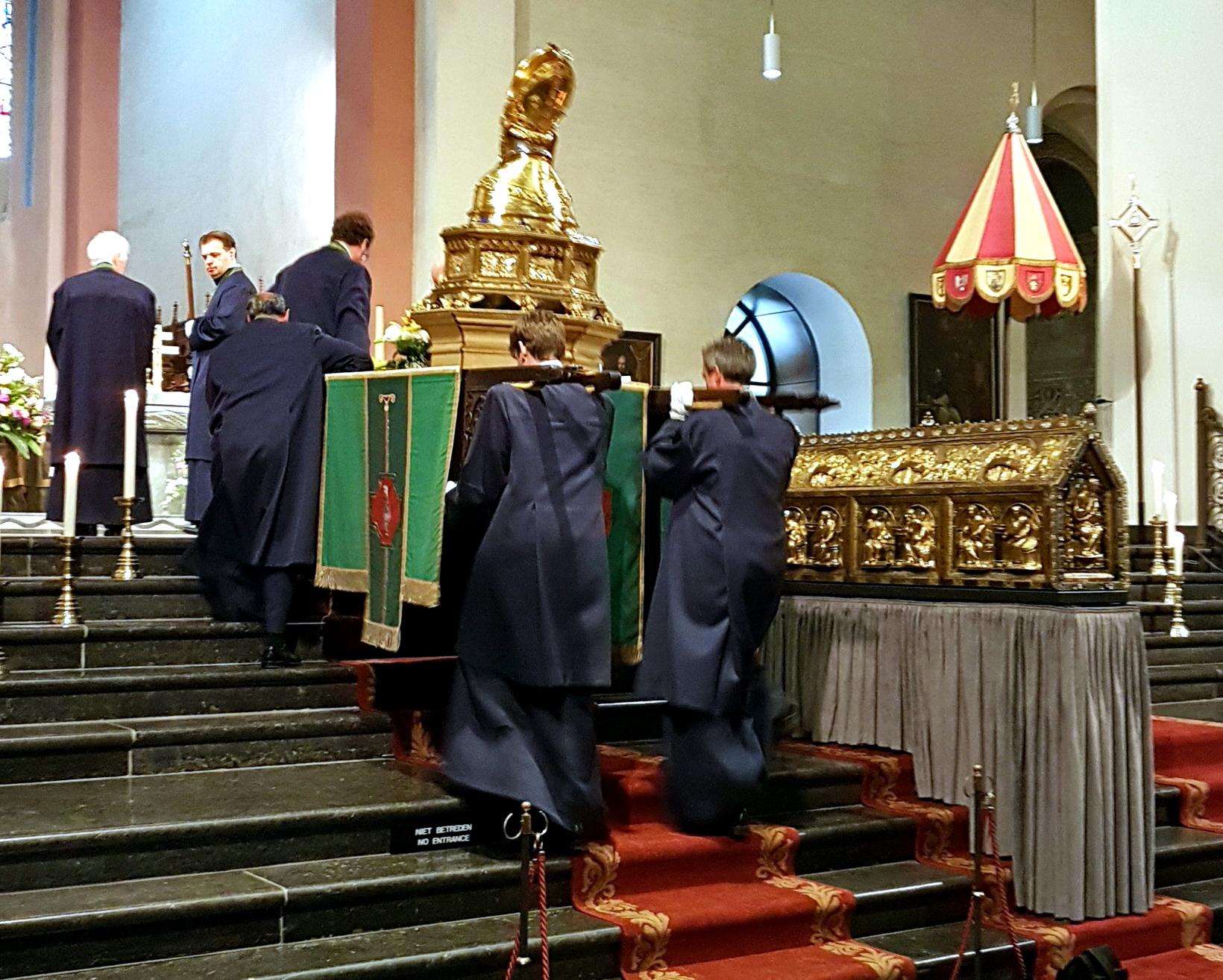
Exibição de relíquias com Noodkist e busto relicário
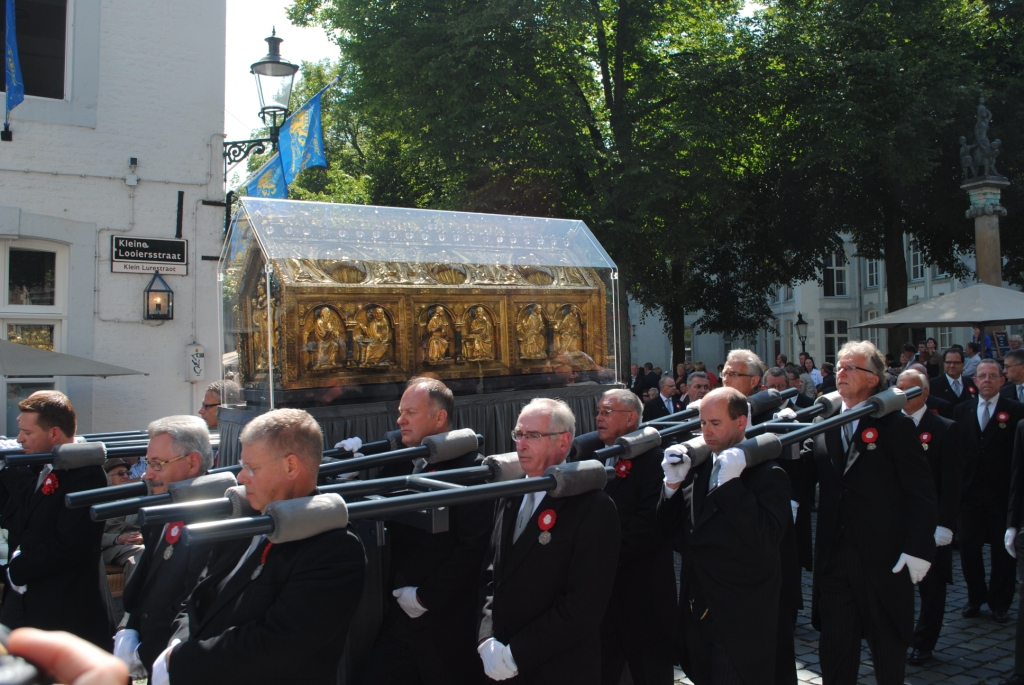
O Noodkist em procissão
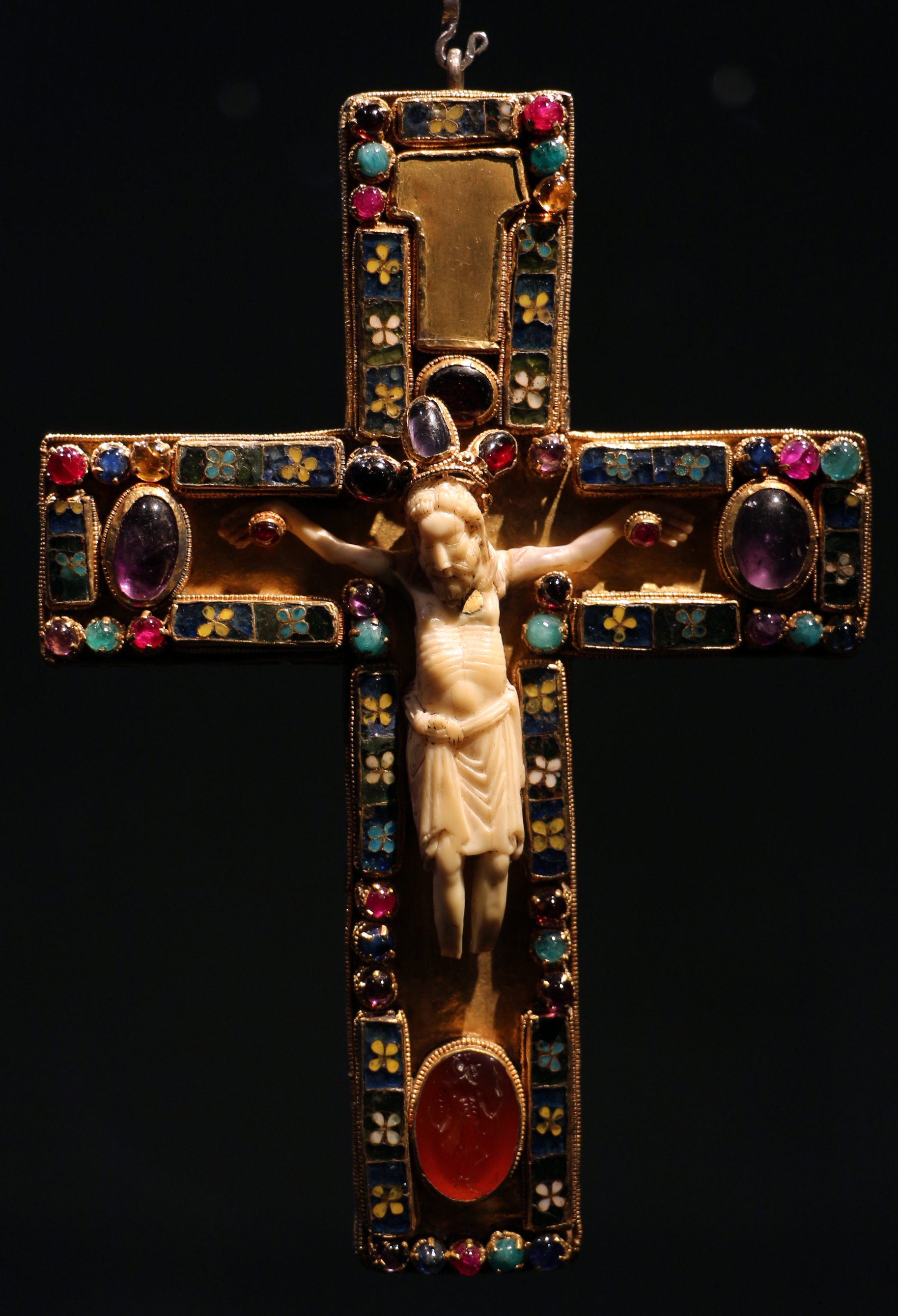
Cruz peitoral de São Servácio
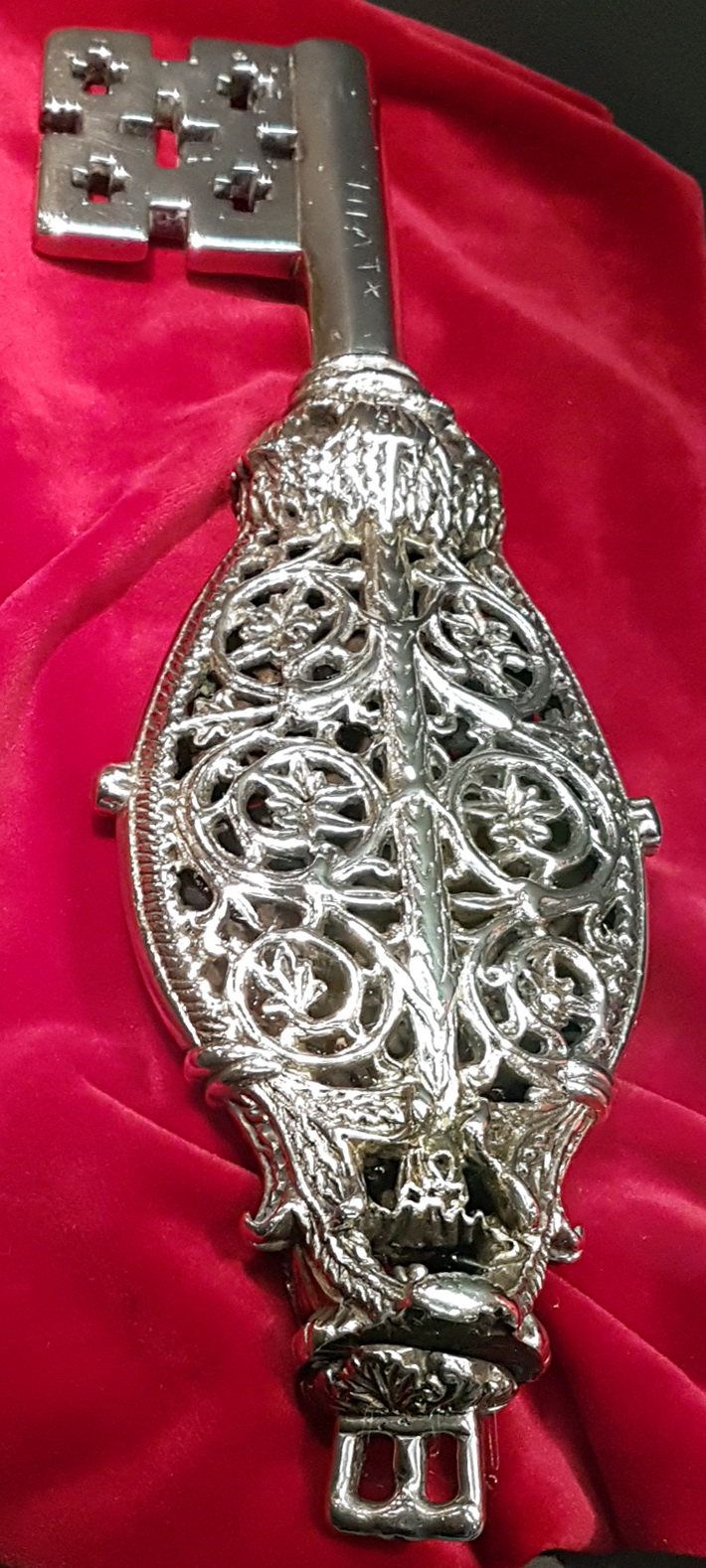
Chave de São Servácio

### Em outro lugar
Outras igrejas históricas na Holanda, Bélgica, França e Alemanha foram dedicadas ao santo, por exemplo, as igrejas colegiadas da Abadia de Grimbergen e da Abadia de Quedlinburg. No Tesouro de Quedlinburg guardam-se importantes relíquias de São Servácio. Em muitas igrejas ao redor do mundo, relicários, estátuas, vitrais, retábulos e pinturas de Servácio são reverenciados. A Igreja de São Servácio em Kampung Sawah, Indonésia, recebeu as relíquias de Servácio de Maastricht em sua data de fundação em 6 de outubro de 1996. Desde então, altamente infundido pela cultura Betawi, o festival em homenagem às relíquias é celebrado anualmente pelos paroquianos da igreja.
Uma escultura de madeira de meados do século XV de Memelia (o ancestral que liga Servácio a Jesus) com o infante Servácio em seus braços (identificável pelo infante usando uma mitra de bispo) no Vendsyssel Historiske Museum em Hjørring, Dinamarca, é iconograficamente tão semelhante a esculturas da Madona com o Menino, que foi por muito tempo mal atribuída.

No Sri Lanka, o St. Servatius' College foi construído por volta de 1897 por um padre belga, Padre Augustus Standard, na margem do rio Nilwala em Pallimulla, Matara.

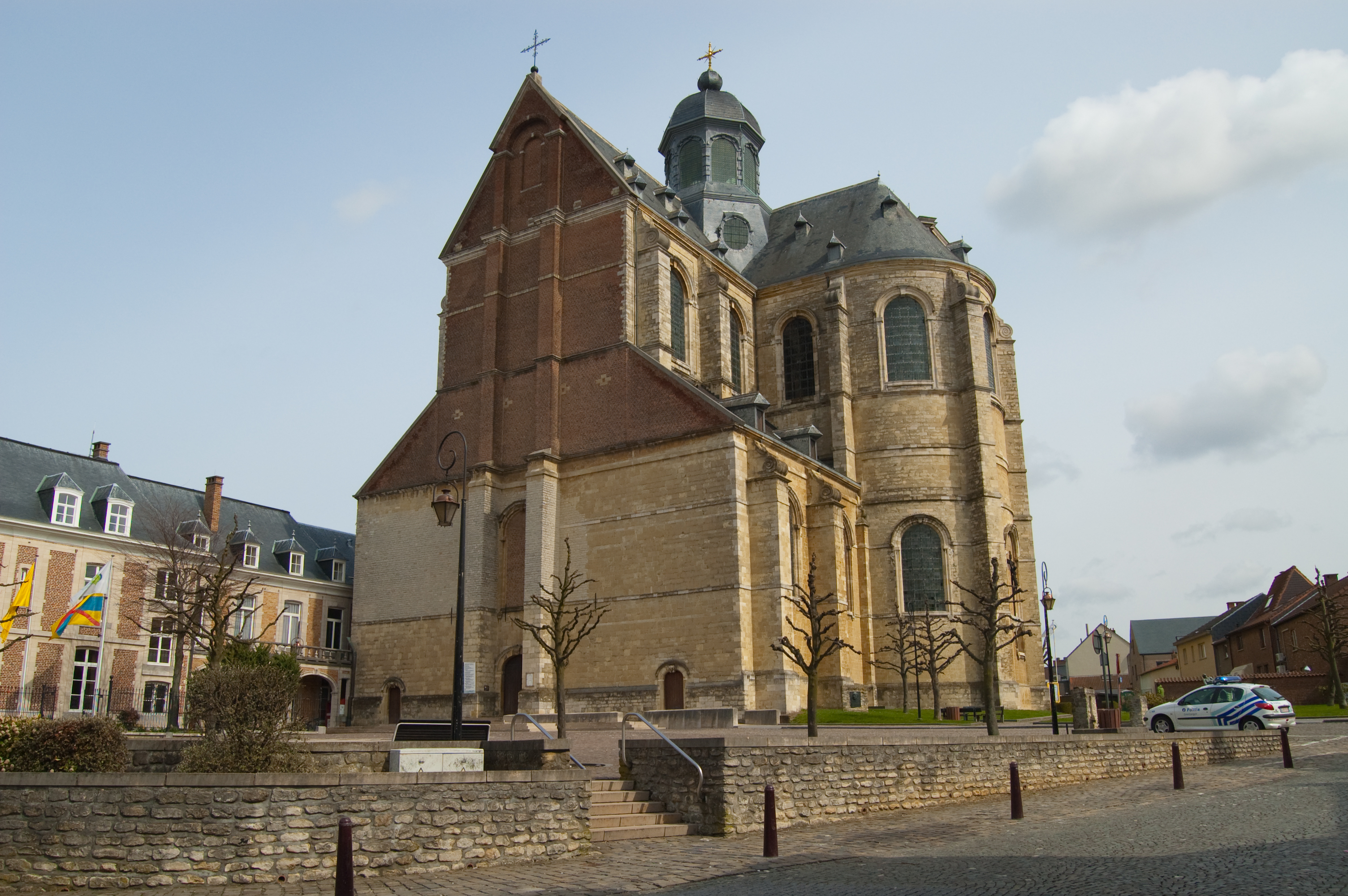
Igreja de São Servácio, Grimbergen
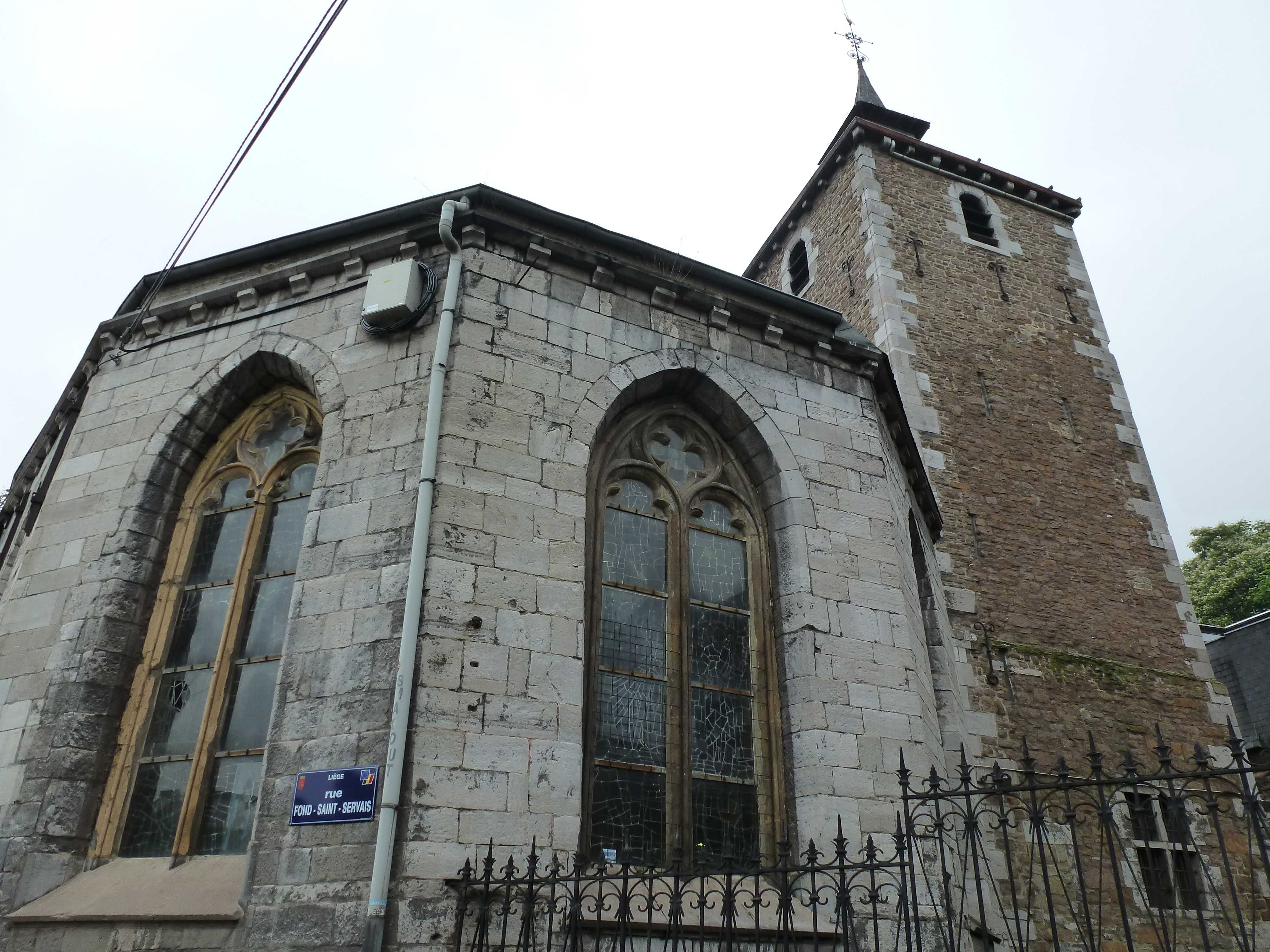
Igreja de São Servácio, Liège
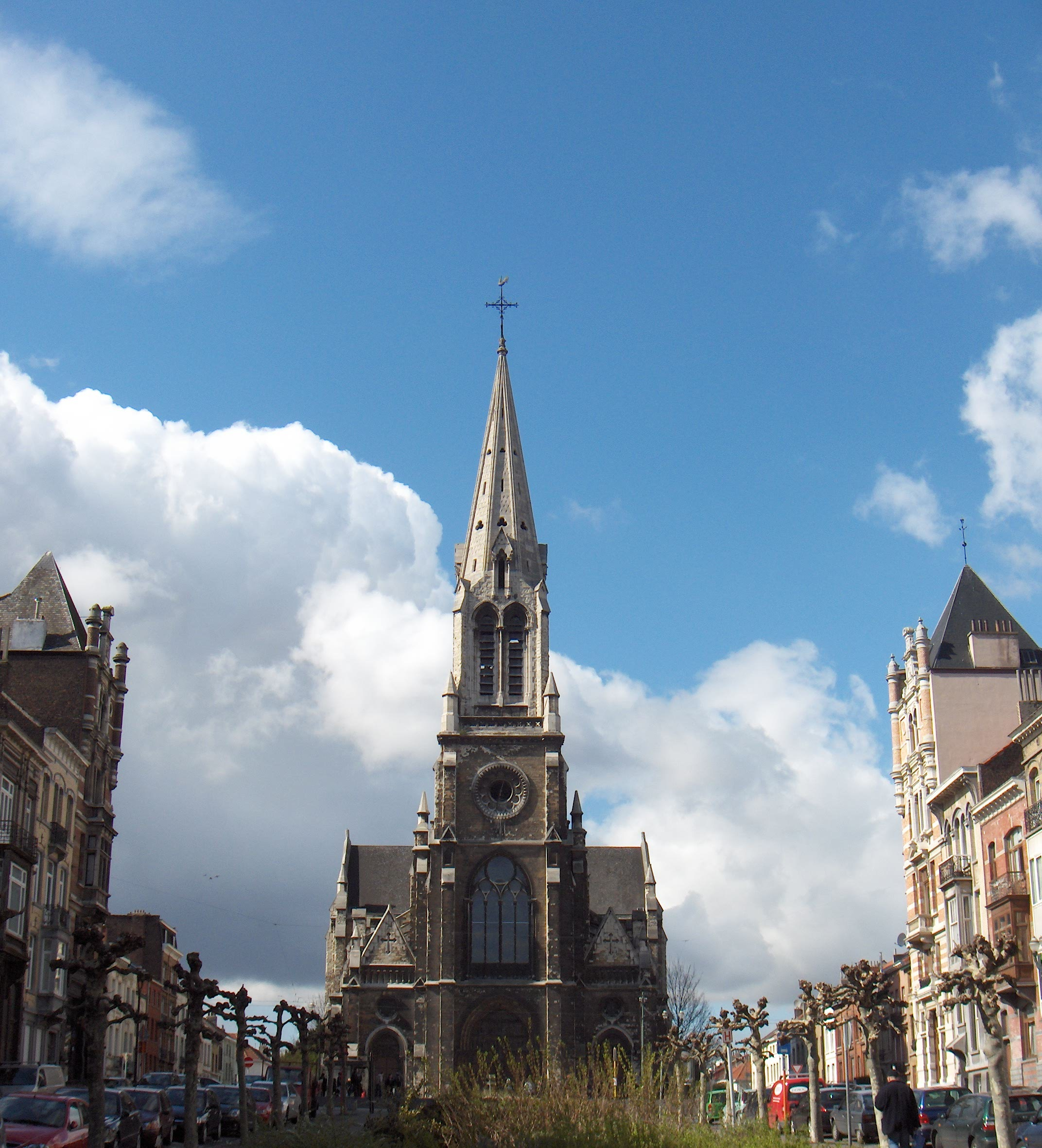
Igreja de São Servácio, Bruxelas - Schaerbeek
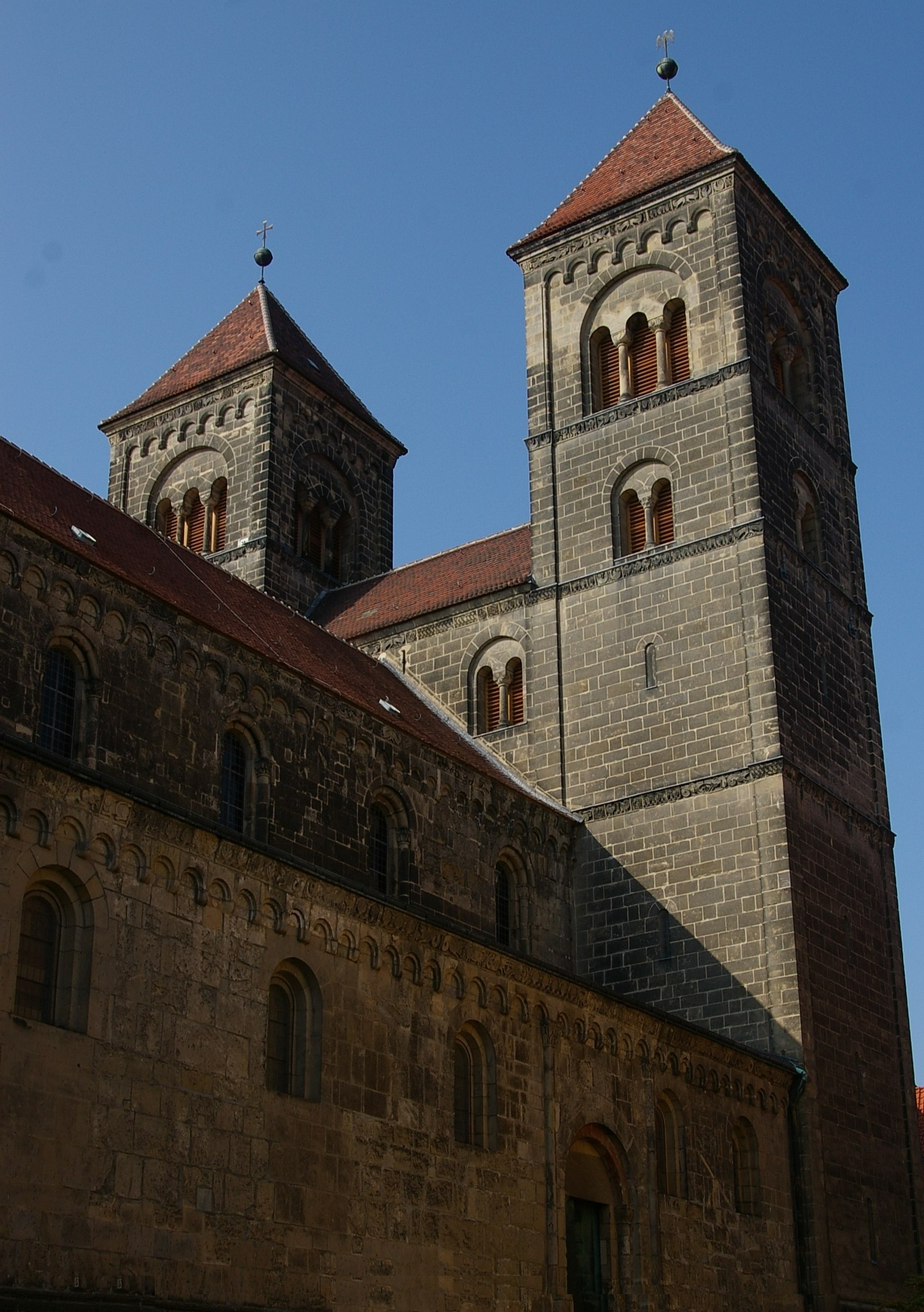
Igreja de São Servácio, Quedlinburg
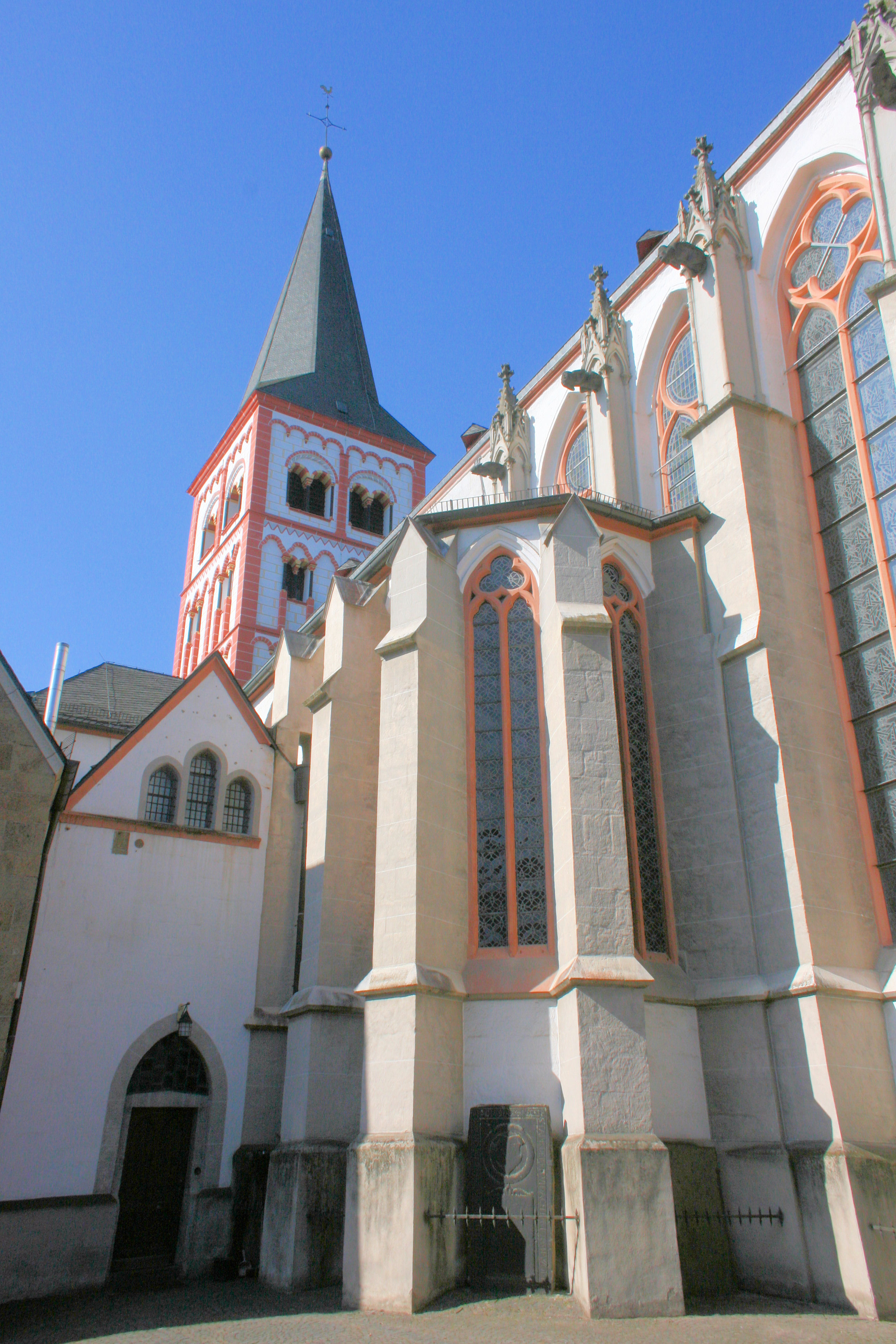
Igreja de São Servácio, Siegburg